# Ski Classics 2011
Die Ski Classics 2011 waren die erste Austragung der Wettkampfserie im Skilanglauf. Sie umfasste sechs Skimarathons, die in klassischer Technik ausgetragen wurden. Die Serie begann am 9. Januar 2011 in Bedřichov mit dem Isergebirgslauf und endete am 2. April 2011 mit dem Norefjellsrennet in Norwegen.
Sieger der Gesamtwertung wurden der Tscheche Stanislav Řezáč bei den Männern und Seraina Boner aus der Schweiz bei den Frauen.

## Männer

### Ergebnisse
| 1. Ski Classics in Bedřichov – Isergebirgslauf | 1. Ski Classics in Bedřichov – Isergebirgslauf | 1. Ski Classics in Bedřichov – Isergebirgslauf | 1. Ski Classics in Bedřichov – Isergebirgslauf | 1. Ski Classics in Bedřichov – Isergebirgslauf |
| ---------------------------------------------- | ---------------------------------------------- | ---------------------------------------------- | ---------------------------------------------- | ---------------------------------------------- |
| Datum                                          | Disziplin                                      | Erster Platz                                   | Zweiter Platz                                  | Dritter Platz                                  |
| 9. Januar 2011                                 | 50 km klassisch                                | Anders Aukland                                 | Oskar Svärd                                    | Stanislav Řezáč                                |

| 2. Ski Classics im Val di Fiemme und Val di Fassa – Marcialonga | 2. Ski Classics im Val di Fiemme und Val di Fassa – Marcialonga | 2. Ski Classics im Val di Fiemme und Val di Fassa – Marcialonga | 2. Ski Classics im Val di Fiemme und Val di Fassa – Marcialonga | 2. Ski Classics im Val di Fiemme und Val di Fassa – Marcialonga |
| --------------------------------------------------------------- | --------------------------------------------------------------- | --------------------------------------------------------------- | --------------------------------------------------------------- | --------------------------------------------------------------- |
| Datum                                                           | Disziplin                                                       | Erster Platz                                                    | Zweiter Platz                                                   | Dritter Platz                                                   |
| 30. Januar 2011                                                 | 70 km klassisch                                                 | Jerry Ahrlin                                                    | Oskar Svärd                                                     | Stanislav Řezáč                                                 |

| 3. Ski Classics in Oberammergau – König-Ludwig-Lauf | 3. Ski Classics in Oberammergau – König-Ludwig-Lauf | 3. Ski Classics in Oberammergau – König-Ludwig-Lauf | 3. Ski Classics in Oberammergau – König-Ludwig-Lauf | 3. Ski Classics in Oberammergau – König-Ludwig-Lauf |
| --------------------------------------------------- | --------------------------------------------------- | --------------------------------------------------- | --------------------------------------------------- | --------------------------------------------------- |
| Datum                                               | Disziplin                                           | Erster Platz                                        | Zweiter Platz                                       | Dritter Platz                                       |
| 6. Februar 2011                                     | 42 km klassisch (verkürzt von 50 km)                | Jerry Ahrlin                                        | Stanislav Řezáč                                     | Oskar Svärd                                         |

| 4. Ski Classics von Sälen nach Mora – Wasalauf | 4. Ski Classics von Sälen nach Mora – Wasalauf | 4. Ski Classics von Sälen nach Mora – Wasalauf | 4. Ski Classics von Sälen nach Mora – Wasalauf | 4. Ski Classics von Sälen nach Mora – Wasalauf |
| ---------------------------------------------- | ---------------------------------------------- | ---------------------------------------------- | ---------------------------------------------- | ---------------------------------------------- |
| Datum                                          | Disziplin                                      | Erster Platz                                   | Zweiter Platz                                  | Dritter Platz                                  |
| 6. März 2011                                   | 90 km klassisch                                | Jörgen Brink                                   | Stanislav Řezáč                                | Jerry Ahrlin                                   |

| 5. Ski Classics von Rena nach Lillehammer – Birkebeinerrennet | 5. Ski Classics von Rena nach Lillehammer – Birkebeinerrennet | 5. Ski Classics von Rena nach Lillehammer – Birkebeinerrennet | 5. Ski Classics von Rena nach Lillehammer – Birkebeinerrennet | 5. Ski Classics von Rena nach Lillehammer – Birkebeinerrennet |
| ------------------------------------------------------------- | ------------------------------------------------------------- | ------------------------------------------------------------- | ------------------------------------------------------------- | ------------------------------------------------------------- |
| Datum                                                         | Disziplin                                                     | Erster Platz                                                  | Zweiter Platz                                                 | Dritter Platz                                                 |
| 19. März 2011                                                 | 54 km klassisch                                               | Stanislav Řezáč                                               | Jörgen Brink                                                  | Jerry Ahrlin                                                  |

| Ski Classics Final in Norefjell – Norefjellsrennet | Ski Classics Final in Norefjell – Norefjellsrennet | Ski Classics Final in Norefjell – Norefjellsrennet | Ski Classics Final in Norefjell – Norefjellsrennet | Ski Classics Final in Norefjell – Norefjellsrennet |
| -------------------------------------------------- | -------------------------------------------------- | -------------------------------------------------- | -------------------------------------------------- | -------------------------------------------------- |
| Datum                                              | Disziplin                                          | Erster Platz                                       | Zweiter Platz                                      | Dritter Platz                                      |
| 2. April 2011                                      | 66 km klassisch                                    | Anders Aukland                                     | Daniel Rickardsson                                 | Jörgen Brink                                       |

### Gesamtwertung
| |                     |        |
| \| Rang \| Name \| Punkte \| \| ---- \| ------------------- \| ------ \| \| 1. \| Stanislav Řezáč \| 431 \| \| 2. \| Jerry Ahrlin \| 383 \| \| 3. \| Anders Aukland \| 380 \| \| 4. \| Oskar Svärd \| 309 \| \| 5. \| Jörgen Brink \| 285 \| \| 6. \| Mathias Fredriksson \| 118 \| \| 7. \| Audun Laugaland \| 91 \| \| 8. \| Jørgen Aukland \| 82 \| \| 9. \| Daniel Rickardsson \| 80 \| \| 10. \| Martin Larsson \| 74 \| |                     |        |
| Rang | Name                | Punkte |
| 1. | Stanislav Řezáč     | 431    |
| 2. | Jerry Ahrlin        | 383    |
| 3. | Anders Aukland      | 380    |
| 4. | Oskar Svärd         | 309    |
| 5. | Jörgen Brink        | 285    |
| 6. | Mathias Fredriksson | 118    |
| 7. | Audun Laugaland     | 91     |
| 8. | Jørgen Aukland      | 82     |
| 9. | Daniel Rickardsson  | 80     |
| 10. | Martin Larsson      | 74     |

## Frauen

### Ergebnisse
| 1. Ski Classics in Bedřichov – Isergebirgslauf | 1. Ski Classics in Bedřichov – Isergebirgslauf | 1. Ski Classics in Bedřichov – Isergebirgslauf | 1. Ski Classics in Bedřichov – Isergebirgslauf | 1. Ski Classics in Bedřichov – Isergebirgslauf |
| ---------------------------------------------- | ---------------------------------------------- | ---------------------------------------------- | ---------------------------------------------- | ---------------------------------------------- |
| Datum                                          | Disziplin                                      | Erster Platz                                   | Zweiter Platz                                  | Dritter Platz                                  |
| 9. Januar 2011                                 | 50 km klassisch                                | Sandra Hansson                                 | Seraina Boner                                  | Susanne Nyström                                |

| 2. Ski Classics im Val di Fiemme und Val di Fassa – Marcialonga | 2. Ski Classics im Val di Fiemme und Val di Fassa – Marcialonga | 2. Ski Classics im Val di Fiemme und Val di Fassa – Marcialonga | 2. Ski Classics im Val di Fiemme und Val di Fassa – Marcialonga | 2. Ski Classics im Val di Fiemme und Val di Fassa – Marcialonga |
| --------------------------------------------------------------- | --------------------------------------------------------------- | --------------------------------------------------------------- | --------------------------------------------------------------- | --------------------------------------------------------------- |
| Datum                                                           | Disziplin                                                       | Erster Platz                                                    | Zweiter Platz                                                   | Dritter Platz                                                   |
| 30. Januar 2011                                                 | 70 km klassisch                                                 | Seraina Boner                                                   | Sandra Hansson                                                  | Susanne Nyström                                                 |

| 3. Ski Classics in Oberammergau – König-Ludwig-Lauf | 3. Ski Classics in Oberammergau – König-Ludwig-Lauf | 3. Ski Classics in Oberammergau – König-Ludwig-Lauf | 3. Ski Classics in Oberammergau – König-Ludwig-Lauf | 3. Ski Classics in Oberammergau – König-Ludwig-Lauf |
| --------------------------------------------------- | --------------------------------------------------- | --------------------------------------------------- | --------------------------------------------------- | --------------------------------------------------- |
| Datum                                               | Disziplin                                           | Erster Platz                                        | Zweiter Platz                                       | Dritter Platz                                       |
| 6. Februar 2011                                     | 42 km klassisch (verkürzt von 50 km)                | Sandra Hansson                                      | Seraina Boner                                       | Susanne Nyström                                     |

| 4. Ski Classics von Sälen nach Mora – Wasalauf | 4. Ski Classics von Sälen nach Mora – Wasalauf | 4. Ski Classics von Sälen nach Mora – Wasalauf | 4. Ski Classics von Sälen nach Mora – Wasalauf | 4. Ski Classics von Sälen nach Mora – Wasalauf |
| ---------------------------------------------- | ---------------------------------------------- | ---------------------------------------------- | ---------------------------------------------- | ---------------------------------------------- |
| Datum                                          | Disziplin                                      | Erster Platz                                   | Zweiter Platz                                  | Dritter Platz                                  |
| 6. März 2011                                   | 90 km klassisch                                | Jenny Hansson                                  | Susanne Nyström                                | Sofia Bleckur                                  |

| 5. Ski Classics von Rena nach Lillehammer – Birkebeinerrennet | 5. Ski Classics von Rena nach Lillehammer – Birkebeinerrennet | 5. Ski Classics von Rena nach Lillehammer – Birkebeinerrennet | 5. Ski Classics von Rena nach Lillehammer – Birkebeinerrennet | 5. Ski Classics von Rena nach Lillehammer – Birkebeinerrennet |
| ------------------------------------------------------------- | ------------------------------------------------------------- | ------------------------------------------------------------- | ------------------------------------------------------------- | ------------------------------------------------------------- |
| Datum                                                         | Disziplin                                                     | Erster Platz                                                  | Zweiter Platz                                                 | Dritter Platz                                                 |
| 19. März 2011                                                 | 54 km klassisch                                               | Seraina Boner                                                 | Jenny Hansson                                                 | Sara Svendsen                                                 |

| Ski Classics Final in Norefjell – Norefjellsrennet | Ski Classics Final in Norefjell – Norefjellsrennet | Ski Classics Final in Norefjell – Norefjellsrennet | Ski Classics Final in Norefjell – Norefjellsrennet | Ski Classics Final in Norefjell – Norefjellsrennet |
| -------------------------------------------------- | -------------------------------------------------- | -------------------------------------------------- | -------------------------------------------------- | -------------------------------------------------- |
| Datum                                              | Disziplin                                          | Erster Platz                                       | Zweiter Platz                                      | Dritter Platz                                      |
| 2. April 2011                                      | 66 km klassisch                                    | Seraina Boner                                      | Solfrid Braathen                                   | Jenny Hansson                                      |

### Gesamtwertung
| |                 |        |
| \| Rang \| Name \| Punkte \| \| ---- \| --------------- \| ------ \| \| 1. \| Seraina Boner \| 500 \| \| 2. \| Jenny Hansson \| 410 \| \| 2. \| Susanne Nyström \| 410 \| \| 4. \| Sandra Hansson \| 250 \| \| 5. \| Nina Lintzén \| 130 \| \| 5. \| Laila Kveli \| 130 \| \| 7. \| Sabina Valbusa \| 120 \| \| 8. \| Sara Svendsen \| 90 \| \| 9. \| Seraina Mischol \| 60 \| \| 10. \| Berit Gjelten \| 10 \| |                 |        |
| Rang | Name            | Punkte |
| 1. | Seraina Boner   | 500    |
| 2. | Jenny Hansson   | 410    |
| 2. | Susanne Nyström | 410    |
| 4. | Sandra Hansson  | 250    |
| 5. | Nina Lintzén    | 130    |
| 5. | Laila Kveli     | 130    |
| 7. | Sabina Valbusa  | 120    |
| 8. | Sara Svendsen   | 90     |
| 9. | Seraina Mischol | 60     |
| 10. | Berit Gjelten   | 10     |